# Bataille d'Otterburn
La bataille d'Otterburn opposa le royaume d'Angleterre et le royaume d'Écosse le 5 août 1388 selon les sources écossaises ou le 19 août 1388 selon les sources anglaises.
Le meilleur témoignage de la bataille provient des Chroniques de Jean Froissart dans lesquelles il affirme avoir interrogé des vétérans de la bataille. Des doutes subsistent quant à la véracité de certaines affirmations, notamment la distance entre Otterburn et Newcastle upon Tyne qui est incorrecte.

## Contexte
Le comte de Douglas James Douglas décida de mener un raid sur le territoire anglais. Il profita en effet des dissensions au sein de l'état-major anglais du Nord entre Lord Neville et Harry Hotspur, et plus globalement, des problèmes que rencontrait le roi Richard II avec les Lords Appellant depuis 1386.
L'Écosse était à ce moment-là en position de force. Le comte de Carrick Jean Stewart, fils aîné et régent de son père Robert II depuis 1384, avait refusé d'accepter la trêve de Leulinghem négociée entre la France et l'Angleterre. En réaction, Richard II avait mené une expédition punitive en Écosse en 1385. L'armée écossaise mena une guérilla efficace et évita de rencontrer l'armée anglaise à terrain découvert. Richard rentra bredouille sans avoir rencontré l'ennemi.

## La bataille
Les Écossais divisèrent leurs forces. Le corps d'armée principal se dirigea vers Carlisle pendant que Douglas ravageait la campagne entourant Durham et Newcastle upon Tyne. En réaction, le comte de Northumberland Henry Percy envoya ses deux fils Harry Hotspur et Ralph Percy engager le combat pendant que lui-même restait à Alnwick afin de couper la route aux fuyards.
Froissart affirme que le combat commença par un combat singulier entre Hotspur et Douglas lors duquel Hotspur perdit son fanion. Douglas dirigea ensuite son armée vers Otterburn afin d'en capturer le château. Hotspur attaqua le campement de Douglas par surprise pendant l'après-midi, mais rencontra d'abord les gardes de Douglas, qui donnèrent l'alerte et permirent au reste de l'armée écossaise de se mobiliser et de contourner les Anglais par leurs flancs.
Douglas conduisit l'aile gauche, pendant que John Dunbar, comte de Moray, conduisit l'aile droite. Les forces de Hotspur, convoquées en hâte depuis Newcastle, étaient fatiguées et désorganisées lorsqu'elles arrivèrent sur le champ de bataille. Hotspur était pourtant si sûr de la victoire qu'il attaqua les Écossais sans attendre que le reste de son armée soit présent.
La bataille commença en début de soirée, alors sous la pleine lune. Douglas fut tué mais sa mort ne fut pas annoncée, ce qui n'eut aucune influence sur l'issue de la bataille. Les Percy furent tous deux capturés, pendant que le reste des forces anglaises se retira à Newcastle. Froissart rapporte que 1040 Anglais furent capturés et 1 860 tués alors que les Écossais ne comptaient que 200 captifs et une centaine de morts.
Lorsque l'évêque de Durham s'approcha depuis Newcastle avec plus de 10 000 hommes en renforts, il fut si impressionné par l'armée écossaise qui semblait en apparence supérieure à la sienne qu'il déclina de livrer un nouveau combat.

## Conséquences
Les Écossais ne poursuivirent pas l'armée anglaise et retournèrent avec un grand nombre de prisonniers en Écosse. Les rançons payées par les prisonniers anglais permirent pendant quelque temps de renflouer le trésor du Royaume.
De son côté, Richard II accusa les Lords Appelants d'avoir mal géré la bataille et en profita pour reprendre le pouvoir en mai 1389. Inquiet des mouvements écossais, il s'empressa de signer un traité de paix avec le roi de France Charles VI en juillet 1389.